# Kaus Australis
Kaus Australis (arabisch قوس, DMG Qaus ‚Bogen‘ und lateinisch australis, „südlich“), Bayer-Bezeichnung Epsilon Sagittarii, ist ein Doppelstern mit einer scheinbaren visuellen Helligkeit von 1,79 mag im Sternbild Schütze, womit er zu den 50 hellsten Sternen am Nachthimmel gehört.